# روبرت لويل
روبرت تريل سبينس لويل الرابع (بالإنجليزية: Robert Traill Spence Lowell IV)، وُلد في يوم 1 مارس عام 1917 وتوفي يوم 12 سبتمبر عام 1977. وُلد لويل في عائلة من براهمة مدينة بوسطن يرجع أصولها إلى سفينة المايفلاور. كانت عائلته، في الماضي والحاضر، مواضيع هامةً في شعره. وأثرت نشأته بمدينة بوسطن أيضًا على شعره الذي كان كثيرًا ما تُقام أحداثه بهذه المدينة وإقليم نيو إنجلاند. اعتقد الفقيه الأدبي بولا هايس أن لويل جعل من إقليم نيو إنجلاند مادةً للأساطير، تحديدًا في أعماله الأولى.
قال لويل: «كان آلين تيت، وإليزابيث بيشوب، ووليام كارلوس، أكثر الشعراء الذين أثروا عليّ بطريقة مباشرة، وهي مجموعة غير متوقعة، ولكن يمكنك رؤية أن بيشوب تمثل القنطرة التي تصل بين المنهج الشكلي لتيت والأدب غير الشكلي لويليام». كتب لويل شعره متبعًا كلا المنهجين، منهج الشعر الشكلي الموزون، بالإضافة إلى منهج الشعر الحر؛ إذ وقعت أبياته الشعرية في بعض قصائده في ديواني دراسات الحياة والمفكرة بين منهجي الشعر الموزون والشعر الحر.
اعتُبر لويل جانبًا هامًا من حركة الشعر الطائفي بعد نشر كتابه دراسات الحياة في عام 1959، والذي فاز بجائزة الكتاب الوطني و«أظهر تركيزًا جديدًا على المناقشات المكثفة والجريئة عن النزاعات الشخصية، والعائلية، والنفسية». ومع ذلك، لم تتوافق أغلب أعمال لويل، التي كانت غالبًا ما تمزج بين الجمهور والشخصية، مع المنهج النموذجي لـ «الشعر الطائفي». وبدلًا من ذلك، عمل لويل على عدد من الأساليب والأشكال الأسلوبية المميزة على مدار حياته المهنية.
عُين لويل ليكون المستشار السادس لمكتبة الكونغرس في أمور الشعر، إذ ظل في هذا المنصب منذ عام 1947 حتى عام 1948. وفاز لويل بجائزة بوليتزر عن فئة الشعر، بالإضافة إلى فوزه بجائزة الكتاب الوطني، في عام 1947 وعام 1974، وفاز بجائزة مجموعة نقاد الكتب الوطنية عام 1977، وبجائزة المعهد الوطني للفنون والآداب عام 1947. «يعتبر لويل، على نطاق واسع، أحد أهم الشعراء الأمريكيين في حقبة ما بعد الحرب». وأطلق عليه كاتب سيرة حياته، بول مارياني: «الشاعر المؤرخ في عصرنا»، وقال عنه إنه: «آخر شعراء الجمهور المؤثرين بالولايات المتحدة».

## التكريم
في عام 2001، كتبت فرقة الروك البديل، ذاي مايت بي جاينتس، وسجلت أغنيةً باسم «روبرت لويل»، والتي كانت تستخدم قصيدة لويل «ذكريات شارع ويست وليبكي» لتكون أساسًا لكلمات الأغنية.
كانت صداقة لويل مع بيشوب موضوعًا للمسرحية دير إليزابيث (عزيزتي إليزابيث) للكاتبة المسرحية ساره رول، والتي عُرضت لأول مرة بمسرح ييل عام 2012. استخدمت رول كتاب كلمات بالهواء: المراسلات الكاملة بين إليزابيث بيشوب وروبرت لويل لتكون أساسًا لمسرحيتها.
كان لويل موضوعًا مميزًا في وثائقي ذا 50 يير أرغيومنت (جدال الخمسين عامًا) بشبكة إتش بي أو (HBO) التلفزيونية عام 2014، والذي كان يتحدث عن مجلة نيويورك ريفيو أوف بوكس التي اشترك لويل وزوجته الثانية، إليزابيث هاردويك، في تأسيسها. ساهم لويل في هذه المجلة مرات كثيرة، على الرغم من أنه لم يشارك في رئاسة التحرير. وفي ذلك الوثائقي، ذُكر لويل في تعليقات صوتية، وصور، وفيديو، وكان الشاعر دريك والكوت يقرأ مقالةً عن لويل نشرها والكوت بمجلة نيويورك ريفيو أوف بوكس بعد وفاة لويل.

## التعليم
تعلم في جامعة هارفارد، وSt. Mark's School (Massachusetts) ‏، وكلية كنيون ‏.

## جوائز وترشيحات
حصل على جوائز منها:
جوائز
- جائزة بوليتزر عن فئة الشعر
- زمالة غوغنهايم
- جائزة الكتاب الوطني للشعر [الإنجليزية]‏ (1960)
- جائزة الكتاب الوطني [الإنجليزية]‏

ترشيحات
- جائزة نوبل في الأدب (1964)

ترشح لـ:
- جائزة نوبل في الأدب (1964).[22]

## روابط خارجية
- روبرت لويل على موقع IMDb (الإنجليزية)
- روبرت لويل على موقع الموسوعة البريطانية (الإنجليزية)
- روبرت لويل على موقع ميوزك برينز (الإنجليزية)
- روبرت لويل على موقع إن إن دي بي (الإنجليزية)
- روبرت لويل على موقع ديسكوغز (الإنجليزية)
- روبرت لويل على موقع قاعدة بيانات الفيلم (الإنجليزية)